# 275

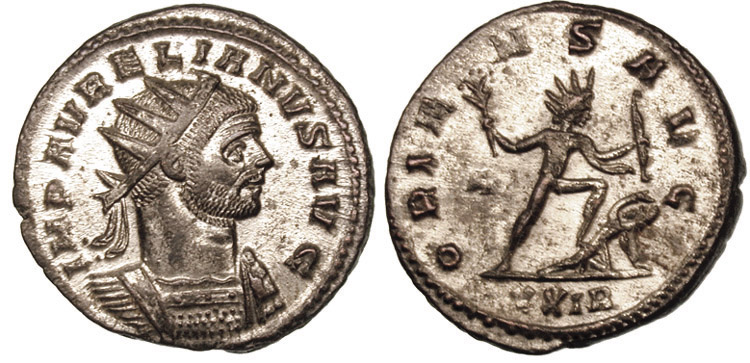
Keizer Aurelianus (r. 270 - 275)

Het jaar 275 is het 75e jaar in de 3e eeuw volgens de christelijke jaartelling.

## Gebeurtenissen

### Italië
- 4 januari - Paus Eutychianus (275 - 283) volgt Felix I op als de 27e paus van Katholieke Kerk.
- Keizer Aurelianus wordt tijdens een veldtocht naar het Oosten, door officieren van de pretoriaanse garde in een legerkamp bij Byzantium (huidige Turkije) vermoord.
- Marcus Claudius Tacitus wordt door de Senaat gekozen tot keizer en regeert over het Romeinse Rijk. Hij benoemt Marcus Annius Florianus tot praefectus praetorio.

### Armenië
- Aurelianus weet de Alanen, een geducht ruitervolk in de Kaukasus, over te halen om Atropatene (huidige Armenië) binnen te vallen.

## Overleden
- Lucius Domitius Aurelianus (60), keizer van het Romeinse Rijk